# Museo de Historia de la Prefectura de Niigata
El Museo de Historia de la Prefectura de Niigata (en japonés: 新潟県立歴史博物館, Niigata Kenritsu Rekishi Hakubutsukan) es un museo prefectural de Nagaoka, Japón, dedicado a la historia de la prefectura de Niigata. El museo se inauguró en 2000.

## Historia
Inaugurado el 1 de agosto de 2000. Exhibe principalmente la historia de la prefectura de Niigata, así como materiales relacionados con la cultura del Período Jōmon, su historia y la vida de la gente de la prefectura de Niigata.
Según el "Diario del Museo" en la "Versión Pre-abierta" del sitio web del museo, el concepto básico se formuló en 1991, el plan básico se anunció en 1992 y se formuló en 1994. Se decidió para ser un distrito (adyacente al parque temático "Space Neotopia"), que estaba en planificación en ese momento.